# にちようスクエア
「にちようスクエア」は、2021年4月からテレビ山梨で放送されている深夜アニメ枠。

## 放送時間
基本30分のアニメ番組を1本放送する。
主に毎日放送やテレビ東京製作・関与のテレビアニメを放送している。
- 月曜 0:50 - 1:20（日曜深夜）

## 放送作品

### 放送中
| 作品名                                             | 製作局 or 放送形態 | 放送期間       |
| -------------------------------------------------- | ------------------ | -------------- |
| 没落予定の貴族だけど、暇だったから魔法を極めてみた | BSフジ             | 2025年6月9日 - |

### 放送予定
| 作品名 | 製作局 or 放送形態 | 放送期間 |
| ------ | ------------------ | -------- |

### 放送終了
| 作品名                                              | 製作局 or 放送形態       | 放送期間                       |
| --------------------------------------------------- | ------------------------ | ------------------------------ |
| 憂国のモリアーティ（第1クール）                     | 毎日放送                 | 2021年4月19日 - 6月27日        |
| 東京リベンジャーズ （8・3抗争編・血のハロウィン編） | 毎日放送 AT-X テレビ東京 | 2021年7月5日 - 12月19日        |
| 憂国のモリアーティ（第2クール）                     | 毎日放送                 | 2022年1月8日 - 4月3日          |
| SPY×FAMILY（第1クール）                             | テレビ東京               | 2022年4月25日 - 7月18日        |
| オッドタクシー                                      | テレビ東京 AT-X          | 2022年7月31日 - 10月23日       |
| SPY×FAMILY（第2クール）                             | テレビ東京               | 2022年10月31日 - 2023年1月29日 |
| 東京リベンジャーズ（聖夜決戦編）                    | 毎日放送 AT-X テレビ東京 | 2023年2月6日 - 5月8日          |
| 天国大魔境                                          | 毎日放送                 | 2023年5月22日 - 8月14日        |
| SPY×FAMILY Season 2                                 | テレビ東京               | 2023年10月23日 - 2024年1月15日 |
| 【推しの子】                                        | UHFアニメ                | 2024年1月22日 - 3月25日        |
| 異世界ゆるり紀行 〜子育てしながら冒険者します〜     |                          | 2024年9月9日 - 12月2日         |
| 精霊幻想記                                          | BSフジ                   | 2024年12月9日 - 2025年3月3日   |
| 精霊幻想記2                                         | BSフジ                   | 2025年3月10日 - 6月2日         |

2023年8月21日から10月16日までは「にちようスクエア」としては休止され、バラエティ番組などで穴埋め。